# Естонія на зимових Олімпійських іграх 2018
Естонія на зимових Олімпійських іграх 2018, які пройшли з 9 по 25 лютого в Пхьончхані (Південна Корея), була представлена 6 спортсменами у 2 видах спорту.

## Спортсмени
| Вид спорту          | Чоловіки | Жінки | Всього |
| ------------------- | -------- | ----- | ------ |
| Біатлон спорт       | 5        | 0     | 5      |
| Ковзанярський спорт | 1        | 1     | 2      |
| Усього              | 6        | 2     | 7      |